# Na co idą moje pieniądze
Nacoidamojepieniadze.pl – platforma internetowa prezentująca, w jaki sposób gminy wydają pieniądze otrzymane do budżetu z podatków mieszkańców (PIT), firm (CIT), innych podatków i opłat lokalnych, dotacji, subwencji i pozostałych dochodów.
Celem projektu jest zachęcanie mieszkańców gminy do rozliczania i płacenia podatku PIT wg miejsca swojego zamieszkania. Aplikacja została po raz pierwszy udostępniona polskim gminom w 2014 roku, a pierwszą polską gminą, która zaprezentowała swój budżet jest Gmina Piaseczno. Aplikacja została wymyślona i stworzona przez polską firmę The Story.

## Polskie gminy prezentujące swoje wydatki najdłużej
- Piaseczno (2014-2020) 6 lat
- Sopot (2016-2020) 5 lat
- Komorniki (2016-2020) 5 lat
- Legnica (2017-2020) 4 lata
- Lesznowola (2014, 2017-2019) 4 lata
- Miasto Oleśnica (2014, 2017, 2019) 3 lata
- Zielonki (2015, 2019-2020) 3 lata
- Nasielsk (2018-2020) 3 lata
- Konstancin-Jeziorna (2018-2020) 3 lata
- Stare Babice (2018-2020) 3 lata

## Polskie gminy mające największy wzrost rozliczeń wg miejsca zamieszkania
W gminach i miastach, które korzystają z aplikacji i wykorzystują ją do promowania zasady płacenia podatku wg miejsca zamieszkania obserwuje się wzrost podatników, którzy płacą podatki tam gdzie mieszkają.
- Konstancin-Jeziorna – w roku 2018 (77%) → w roku 2019 (90%) → w roku 2020 (97%). Łącznie wzrost o 20%[4]
- Połczyn-Zdrój – 80% → 82% lata 2019→2020. Wzrost o 2%[5]
- Sopot – 90% → 94% lata 2019→2020. Wzrost o 4%[6]
- Wiązowna – 86% → 89% lata 2019→2020. Wzrost o 3%[7]
- Ząbki – 47% → 60% lata 2018→2019. Wzrost o 13%[8]
- Gmina Oleśnica – 74% → 86% lata 2019→2020. Wzrost o 12%[9]
- Miasto Świdnica – 81%→89% lata 2019→2020. Wzrost o 8%[10]

## Współpraca z WOŚP
W 2014 roku Wielka Orkiestra Świątecznej Pomocy postanowiła podjąć współpracę z Nacoidamojepieniadze.pl i rozliczyć Finał Wielkiej Orkiestry Świątecznej Pomocy. Została w tym celu utworzona specjalna strona, na której można dowiedzieć się szczegółów dot. rozdysponowania pieniędzy przez WOŚP. Aktualnie na stronie można zobaczyć, na co WOŚP przeznaczyło pieniądze zebrane podczas Finałów od 2015 roku (niegdyś: od 2013 roku).

## Badanie wiedzy Polaków o finansach publicznych
W 2020 roku portal Nacoidamojepieniadze.pl przeprowadził pierwsze ogólnopolskie badanie na temat wiedzy Polaków o finansach publicznych. Badanie wykonała firma badawcza Kantar na reprezentatywnej próbie Polaków.
Z badania wynika, że na styczeń 2020 roku zdecydowana większość Polaków nie ma wiedzy na temat m.in. tego, w jaki sposób rozliczyć podatek, jak i tego co się dzieje z pieniędzmi z podatku PIT i na co te pieniądze są przeznaczane.
4 procent pytanych nie wiedziało, gdzie rozliczyć podatek. Zdaniem większości, czyli 33 procent, PIT rozliczyć trzeba tam, gdzie jest się zameldowanym. 28 procent twierdzi, że można wybrać miejsce zamieszkania lub zameldowania. 22 procent mówi, że deklaracje składa się tam, gdzie mieszkało się najdłużej w roku, za który rozliczany jest podatek. Jedynie 13 procent wskazało poprawną odpowiedź. PIT należy rozliczyć tam, gdzie mieszkało się 31 grudnia roku, za który rozliczany jest podatek.
Na pytanie o źródło finansowania 500 plus najwięcej Polaków, bo 51 proc. badanych, wskazało poprawnie, że świadczenie prorodzinne jest finansowane z budżetu państwa. Dwie piąte (40 proc.) wskazało podatek PIT, a jedna czwarta (25 proc.) podatki płacone przez firmy. Z kolei jedna piąta ankietowanych (20 proc.) jako źródło finansowania 500+ określiło podatki lokalne.